# Marco Spissu
Marco Spissu (Sassari, 5 febbraio 1995) è un cestista italiano, di ruolo playmaker.

## Carriera

### Club

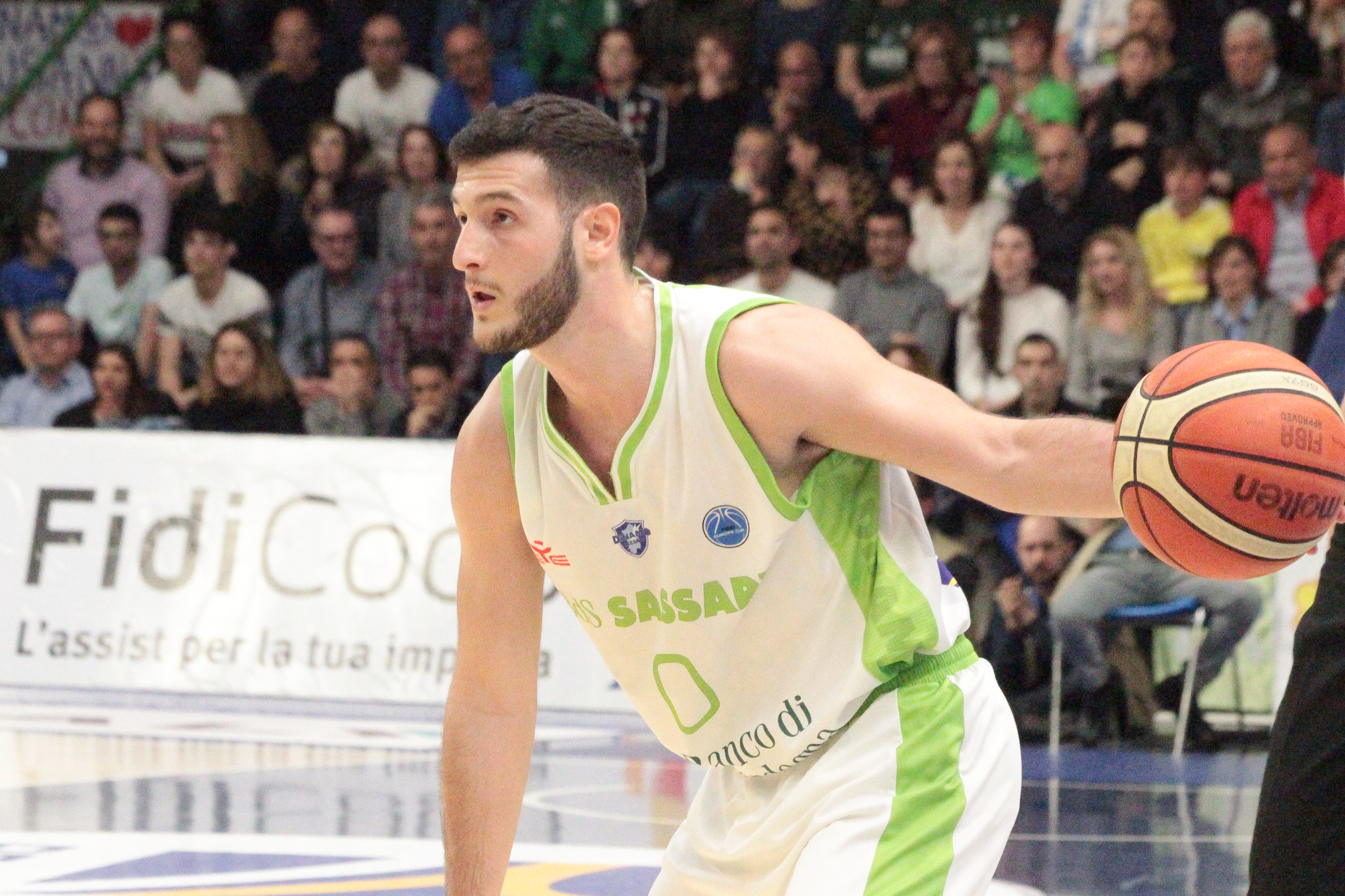
Marco Spissu in azione nella finale della FIBA Europe Cup 2019.

Nell'aprile del 2010, a soli 15 anni, è il miglior marcatore d'Italia al trofeo delle Regioni. Cresciuto nelle giovanili della Dinamo Sassari, ha esordito in prima squadra a 16 anni nella stagione 2011-12 contro l'Olimpia Milano.
Nell'estate del 2011 vince il torneo di pallacanestro ai Jeux des îles con la sua Sardegna venendo premiato miglior giocatore della competizione.
Dalla stagione 2012-13 fa parte della prima squadra della Dinamo Sassari. Durante questa stagione ha giocato, grazie alla norma federale sul doppio utilizzo, anche per il Sant'Orsola nel campionato di DNC realizzando 299 punti in 25 partite.
Nell'agosto 2013 passa in prestito al CUS Bari in DNA Silver. Nel successivo mese di gennaio passa, sempre in prestito al Casalpusterlengo. Con la squadra lombarda vince il Campionato italiano under-19 venendo eletto anche MVP delle finali.

Il 23 gennaio 2015 va in prestito alla Viola Reggio Calabria in Serie A2 Silver.
Nell'agosto 2015 va in prestito al Derthona Basket, allenata dal coach Demis Cavina. Con la squadra piemontese chiude la regular season con una media di 10,3 punti, 3,6 rimbalzi, 3,6 assist ed una valutazione di 11.1.
Nei play-off, disputa 10 partite fino ai quarti di finale confermando le cifre del campionato regolare con una media di 10,1 punti, 11,7 di valutazione tirando da tre con il 40%.

Il 9 gennaio 2016 ha vinto la gara da tre dell'All Star Game che si è disputato a Livorno. Il giovane ventenne sassarese si è imposto realizzando ben 13 triple consecutive.
Il 30 luglio viene comunicata la sua cessione, sempre in prestito e sempre in Serie A2, alla Virtus Bologna.
Il 6 gennaio 2017, a 21 anni, guida la Virtus nel successo contro la rivale Fortitudo. Nel derby numero 104 di Bologna viene eletto MVP della partita realizzando 20 punti con 4/8 da tre, con tantissime giocate di qualità nei momenti decisivi.
Il 5 marzo 2017 viene nominato miglior giocatore under 22 e MVP della Coppa Italia di Serie A2 vinta con la Virtus Bologna.
Nello stesso anno è assoluto protagonista della promozione in Serie A con la Virtus Bologna allenata da Alessandro Ramagli.
Nella stagione 2017-18, dopo due anni di prestito in Serie A2 torna nella Dinamo Sassari in Serie A, ma è nella stagione successiva ad essere protagonista: assieme a Jaime Smith si alterna nel ruolo di titolare da playmaker e conquista la FIBA Europe Cup, primo titolo europeo dei sassaresi e sfiora la vittoria dello Scudetto arrivando a gara 7 contro la Reyer Venezia e al termine verrà votato come miglior giocatore italiano dei playoff. Il 18 maggio 2019, in occasione di gara 1 dei quarti di play-off contro la N.B. Brindisi, realizza 11 assist, suo attuale record in carriera.
Nel giugno 2019 viene prolungato il suo contratto per altri tre anni, e la stagione 2019-2020 inizia nel migliore dei modi, con la vittoria della Supercoppa Italiana nella rivincita contro la Reyer Venezia.
Il 28 luglio 2021 viene ufficializzata la cessione al Club Baloncesto Málaga, con cui firma un contratto biennale. Il 12 agosto la società spagnola comunica la risoluzione del contratto a causa del mancato superamento delle visite mediche. 
Il 19 agosto viene formalizzato il trasferimento all'UNICS Kazan'.
Il 20 luglio 2022 firma un contratto con la Reyer Venezia.
Il 21 giugno 2024 firma un contratto biennale con il club spagnolo Basket Zaragoza 2002

### Nazionale
Spissu ha vestito la maglia dell'Italia under 18, con la quale ha disputato gli Europei di categoria nel 2013 conclusi al 10º posto e dell'Italia under 20 con la quale ha disputato l'europeo casalingo nel 2015 piazzandosi al 9º posto. Nell'estate 2018 è stato convocato nella Nazionale 3x3 per i Giochi del Mediterraneo di Tarragona 2018 e assieme a Leonardo Totè, Vittorio Nobile e Riccardo Bolpin ha vinto la medaglia d'argento, venendo sconfitto dalla Francia in finale..
Il 3 febbraio 2020 viene convocato per la prima volta in nazionale maggiore in vista delle partite di qualificazione all'Europeo 2021 contro Russia ed Estonia.
Partecipa al Torneo di qualificazione per le Olimpiadi di Tokio, in Serbia. Il 1 luglio 2021 con l'Italia batte il Porto Rico e due giorni dopo la Rep. Dominicana. Il 4 luglio, non entra in campo nella finale del Preolimpico, con la Nazionale che battendo la Serbia si qualifica per le Olimpiadi di Tokyo..
Nell'agosto del 2023, Spissu viene incluso dal commissario tecnico Gianmarco Pozzecco nella rosa italiana partecipante ai Mondiale maschili di pallacanestro in Giappone, Filippine e Indonesia, in cui gli azzurri concludono all'ottavo posto in seguito alle gare di piazzamento.

## Statistiche

### Eurolega
| Anno      | Squadra      | PG | PT | MP   | TC%  | 3P%   | TL%  | RP  | AP  | PRP | SP  | PP  |
| --------- | ------------ | -- | -- | ---- | ---- | ----- | ---- | --- | --- | --- | --- | --- |
| 2021-2022 | UNICS Kazan' | 25 | 0  | 14,4 | 52,4 | 52,9* | 87,5 | 1,6 | 2,6 | 0,5 | 0,0 | 5,1 |
| Carriera  | Carriera     | 25 | 0  | 14,4 | 52,4 | 52,9  | 87,5 | 1,6 | 2,6 | 0,5 | 0,0 | 5,1 |

### Eurocup
| Anno      | Squadra       | PG | PT | MP   | TC%  | 3P%  | TL%  | RP  | AP  | PRP | SP  | PP   |
| --------- | ------------- | -- | -- | ---- | ---- | ---- | ---- | --- | --- | --- | --- | ---- |
| 2022-2023 | Reyer Venezia | 15 | 12 | 25,4 | 36,3 | 29,9 | 87,8 | 2,7 | 4,7 | 1,2 | 0,1 | 8,7  |
| 2023-2024 | Reyer Venezia | 14 | 14 | 28,2 | 51,7 | 45,6 | 77,1 | 2,6 | 5,6 | 1,4 | 0,1 | 12,7 |
| Carriera  | Carriera      | 29 | 26 | 26,7 | 44,5 | 37,8 | 82,9 | 2,7 | 5,1 | 1,3 | 0,1 | 10,6 |

### Nazionale
| Cronologia completa delle presenze e dei punti in Nazionale - Italia | Cronologia completa delle presenze e dei punti in Nazionale - Italia | Cronologia completa delle presenze e dei punti in Nazionale - Italia | Cronologia completa delle presenze e dei punti in Nazionale - Italia | Cronologia completa delle presenze e dei punti in Nazionale - Italia | Cronologia completa delle presenze e dei punti in Nazionale - Italia | Cronologia completa delle presenze e dei punti in Nazionale - Italia | Cronologia completa delle presenze e dei punti in Nazionale - Italia |
| Data                                                                 | Città                                                                | In casa                                                              | Risultato                                                            | Ospiti                                                               | Competizione                                                         | Punti                                                                | Note                                                                 |
| -------------------------------------------------------------------- | -------------------------------------------------------------------- | -------------------------------------------------------------------- | -------------------------------------------------------------------- | -------------------------------------------------------------------- | -------------------------------------------------------------------- | -------------------------------------------------------------------- | -------------------------------------------------------------------- |
| 20/02/2020                                                           | Napoli                                                               | Italia                                                               | 83 - 64                                                              | Russia                                                               | Qual. Euro 2022                                                      | 10                                                                   | [ 18 ]                                                               |
| 23/02/2020                                                           | Tallinn                                                              | Estonia                                                              | 81 - 87                                                              | Italia                                                               | Qual. Euro 2022                                                      | 9                                                                    | [ 19 ]                                                               |
| 30/11/2020                                                           | Tallinn                                                              | Russia                                                               | 66 - 70                                                              | Italia                                                               | Qual. Euro 2022                                                      | 11                                                                   | [ 20 ]                                                               |
| 18/02/2021                                                           | Perm'                                                                | Italia                                                               | 92 - 84                                                              | Macedonia del Nord                                                   | Qual. Euro 2022                                                      | 13                                                                   | [ 21 ]                                                               |
| 19/02/2021                                                           | Perm'                                                                | Italia                                                               | 101 - 105 dts                                                        | Estonia                                                              | Qual. Euro 2022                                                      | 16                                                                   | [ 22 ]                                                               |
| 21/02/2021                                                           | Perm'                                                                | Macedonia del Nord                                                   | 87 - 78                                                              | Italia                                                               | Qual. Euro 2022                                                      | 17                                                                   | [ 23 ]                                                               |
| 18/06/2021                                                           | Amburgo                                                              | Italia                                                               | 82 - 56                                                              | Tunisia                                                              | Torneo amichevole                                                    | 0                                                                    | [ 24 ]                                                               |
| 19/06/2021                                                           | Amburgo                                                              | Italia                                                               | 83 - 71                                                              | Rep. Ceca                                                            | Torneo amichevole                                                    | 9                                                                    | [ 25 ]                                                               |
| 20/06/2021                                                           | Amburgo                                                              | Germania                                                             | 91 - 79                                                              | Italia                                                               | Torneo amichevole                                                    | 4                                                                    | [ 26 ]                                                               |
| 01/07/2021                                                           | Belgrado                                                             | Italia                                                               | 90 - 83                                                              | Porto Rico                                                           | Qual. Olimpiadi 2021                                                 | 3                                                                    | [ 27 ]                                                               |
| 03/07/2021                                                           | Belgrado                                                             | Italia                                                               | 79 - 59                                                              | Rep. Dominicana                                                      | Qual. Olimpiadi 2021                                                 | 3                                                                    | [ 28 ]                                                               |
| 04/07/2021                                                           | Belgrado                                                             | Serbia                                                               | 95 - 102                                                             | Italia                                                               | Qual. Olimpiadi 2021                                                 | 0                                                                    | [ 29 ]                                                               |
| 25/07/2021                                                           | Saitama                                                              | Germania                                                             | 82 - 92                                                              | Italia                                                               | Olimpiadi 2021 - Fase a gironi                                       | 0                                                                    | [ 30 ]                                                               |
| 28/07/2021                                                           | Saitama                                                              | Italia                                                               | 83 - 86                                                              | Australia                                                            | Olimpiadi 2021 - Fase a gironi                                       | 0                                                                    | [ 31 ]                                                               |
| 31/07/2021                                                           | Saitama                                                              | Italia                                                               | 80 - 71                                                              | Nigeria                                                              | Olimpiadi 2021 - Fase a gironi                                       | 0                                                                    | [ 32 ]                                                               |
| 03/08/2021                                                           | Saitama                                                              | Italia                                                               | 75 - 84                                                              | Francia                                                              | Olimpiadi 2021 - Quarti                                              | 0                                                                    | [ 33 ]                                                               |
| 25/06/2022                                                           | Trieste                                                              | Italia                                                               | 71 - 90                                                              | Slovenia                                                             | Amichevole                                                           | 8                                                                    | [ 34 ]                                                               |
| 04/07/2022                                                           | Almere                                                               | Paesi Bassi                                                          | 81 - 92                                                              | Italia                                                               | Qual. Mondiali 2023                                                  | 15                                                                   | [ 35 ]                                                               |
| 12/08/2022                                                           | Bologna                                                              | Italia                                                               | 78 - 79 dts                                                          | Francia                                                              | Amichevole                                                           | 8                                                                    | [ 36 ]                                                               |
| 16/08/2022                                                           | Montpellier                                                          | Francia                                                              | 100 - 68                                                             | Italia                                                               | Amichevole                                                           | 0                                                                    | [ 37 ]                                                               |
| 19/08/2022                                                           | Amburgo                                                              | Italia                                                               | 86 - 90                                                              | Serbia                                                               | Torneo amichevole                                                    | 2                                                                    | [ 38 ]                                                               |
| 20/08/2022                                                           | Amburgo                                                              | Italia                                                               | 96 - 80                                                              | Rep. Ceca                                                            | Torneo amichevole                                                    | 5                                                                    | [ 39 ]                                                               |
| 24/08/2022                                                           | Riga                                                                 | Ucraina                                                              | 89 - 97                                                              | Italia                                                               | Qual. Mondiali 2023                                                  | 3                                                                    | [ 40 ]                                                               |
| 27/08/2022                                                           | Brescia                                                              | Italia                                                               | 91 - 84                                                              | Georgia                                                              | Qual. Mondiali 2023                                                  | 15                                                                   | [ 41 ]                                                               |
| 02/09/2022                                                           | Milano                                                               | Italia                                                               | 83 - 62                                                              | Estonia                                                              | EuroBasket 2022 - Fase a gironi                                      | 0                                                                    | [ 42 ]                                                               |
| 03/09/2022                                                           | Milano                                                               | Grecia                                                               | 85 - 81                                                              | Italia                                                               | EuroBasket 2022 - Fase a gironi                                      | 5                                                                    | [ 43 ]                                                               |
| 05/09/2022                                                           | Milano                                                               | Ucraina                                                              | 84 - 73                                                              | Italia                                                               | EuroBasket 2022 - Fase a gironi                                      | 11                                                                   | [ 44 ]                                                               |
| 06/09/2022                                                           | Milano                                                               | Italia                                                               | 81 - 76                                                              | Croazia                                                              | EuroBasket 2022 - Fase a gironi                                      | 3                                                                    | [ 45 ]                                                               |
| 08/09/2022                                                           | Milano                                                               | Italia                                                               | 90 - 56                                                              | Gran Bretagna                                                        | EuroBasket 2022 - Fase a gironi                                      | 0                                                                    | [ 46 ]                                                               |
| 11/09/2022                                                           | Berlino                                                              | Serbia                                                               | 86 - 94                                                              | Italia                                                               | EuroBasket 2022 - Ottavi                                             | 22                                                                   | [ 47 ]                                                               |
| 14/09/2022                                                           | Berlino                                                              | Francia                                                              | 93 - 85 dts                                                          | Italia                                                               | EuroBasket 2022 - Quarti                                             | 21                                                                   | [ 48 ]                                                               |
| 11/11/2022                                                           | Pesaro                                                               | Italia                                                               | 84 - 88 dts                                                          | Spagna                                                               | Qual. Mondiali 2023                                                  | 12                                                                   | [ 49 ]                                                               |
| 14/11/2022                                                           | Tbilisi                                                              | Georgia                                                              | 84 - 85                                                              | Italia                                                               | Qual. Mondiali 2023                                                  | 15                                                                   | [ 50 ]                                                               |
| 23/02/2023                                                           | Livorno                                                              | Italia                                                               | 85 - 75                                                              | Ucraina                                                              | Qual. Mondiali 2023                                                  | 21                                                                   | [ 51 ]                                                               |
| 26/02/2023                                                           | Cáceres                                                              | Spagna                                                               | 68 - 72                                                              | Italia                                                               | Qual. Mondiali 2023                                                  | 3                                                                    | [ 52 ]                                                               |
| 04/08/2023                                                           | Trento                                                               | Italia                                                               | 90 - 89 dts                                                          | Turchia                                                              | Torneo amichevole                                                    | 8                                                                    | [ 53 ]                                                               |
| 05/08/2023                                                           | Trento                                                               | Italia                                                               | 79 - 61                                                              | Cina                                                                 | Torneo amichevole                                                    | 2                                                                    | [ 54 ]                                                               |
| 09/08/2023                                                           | Atene                                                                | Italia                                                               | 89 - 88                                                              | Serbia                                                               | Torneo Acropolis 2023                                                | 6                                                                    | [ 55 ]                                                               |
| 10/08/2023                                                           | Atene                                                                | Grecia                                                               | 70 - 74                                                              | Italia                                                               | Torneo Acropolis 2023                                                | 11                                                                   | [ 56 ]                                                               |
| 13/08/2023                                                           | Ravenna                                                              | Italia                                                               | 98 - 65                                                              | Porto Rico                                                           | Amichevole                                                           | 3                                                                    | [ 57 ]                                                               |
| 20/08/2023                                                           | Shenzhen                                                             | Italia                                                               | 93 - 87                                                              | Brasile                                                              | Torneo amichevole                                                    | 11                                                                   | [ 58 ]                                                               |
| 21/08/2023                                                           | Shenzhen                                                             | Italia                                                               | 88 - 81                                                              | Nuova Zelanda                                                        | Torneo amichevole                                                    | 6                                                                    | [ 59 ]                                                               |
| 25/08/2023                                                           | Santa Maria                                                          | Angola                                                               | 67 - 81                                                              | Italia                                                               | Mondiali 2023 - 1ª fase a gironi                                     | 5                                                                    | [ 60 ]                                                               |
| 27/08/2023                                                           | Quezon City                                                          | Italia                                                               | 82 - 87                                                              | Rep. Dominicana                                                      | Mondiali 2023 - 1ª fase a gironi                                     | 17                                                                   | [ 61 ]                                                               |
| 29/08/2023                                                           | Quezon City                                                          | Filippine                                                            | 83 - 90                                                              | Italia                                                               | Mondiali 2023 - 1ª fase a gironi                                     | 13                                                                   | [ 62 ]                                                               |
| 01/09/2023                                                           | Quezon City                                                          | Serbia                                                               | 76 - 78                                                              | Italia                                                               | Mondiali 2023 - 2ª fase a gironi                                     | 14                                                                   | [ 63 ]                                                               |
| 03/09/2023                                                           | Quezon City                                                          | Italia                                                               | 73 - 57                                                              | Porto Rico                                                           | Mondiali 2023 - 2ª fase a gironi                                     | 8                                                                    | [ 64 ]                                                               |
| 05/09/2023                                                           | Pasay                                                                | Italia                                                               | 63 - 100                                                             | Stati Uniti                                                          | Mondiali 2023 - Quarti                                               | 8                                                                    | [ 65 ]                                                               |
| 07/09/2023                                                           | Pasay                                                                | Italia                                                               | 82 - 87                                                              | Lettonia                                                             | Mondiali 2023 - Semifinale 5º-8º posto                               | 10                                                                   | [ 66 ]                                                               |
| 09/09/2023                                                           | Pasay                                                                | Italia                                                               | 85 - 89                                                              | Slovenia                                                             | Mondiali 2023 - Finale 7º-8º posto                                   | 22                                                                   | [ 67 ]                                                               |
| 22/02/2024                                                           | Pesaro                                                               | Italia                                                               | 87 - 80                                                              | Turchia                                                              | Qual. Euro 2025                                                      | 12                                                                   | [ 68 ]                                                               |
| 25/02/2024                                                           | Szombathely                                                          | Ungheria                                                             | 62 - 83                                                              | Italia                                                               | Qual. Euro 2025                                                      | 6                                                                    | [ 69 ]                                                               |
| 23/06/2024                                                           | Trento                                                               | Italia                                                               | 79 - 68                                                              | Georgia                                                              | Torneo amichevole                                                    | 3                                                                    | [ 70 ]                                                               |
| 25/06/2024                                                           | Madrid                                                               | Spagna                                                               | 84 - 87 dts                                                          | Italia                                                               | Amichevole                                                           | 14                                                                   | [ 71 ]                                                               |
| 03/07/2024                                                           | San Juan                                                             | Italia                                                               | 114 - 53                                                             | Bahrein                                                              | Qual. Olimpiadi 2024                                                 | 6                                                                    | [ 72 ]                                                               |
| 05/07/2024                                                           | San Juan                                                             | Porto Rico                                                           | 80 - 69                                                              | Italia                                                               | Qual. Olimpiadi 2024                                                 | 9                                                                    | [ 73 ]                                                               |
| 07/07/2024                                                           | San Juan                                                             | Italia                                                               | 64 - 88                                                              | Lituania                                                             | Qual. Olimpiadi 2024                                                 | 2                                                                    | [ 74 ]                                                               |
| 22/11/2024                                                           | Reykjavík                                                            | Islanda                                                              | 71 - 95                                                              | Italia                                                               | Qual. Euro 2025                                                      | 10                                                                   | [ 75 ]                                                               |
| 25/11/2024                                                           | Reggio Emilia                                                        | Italia                                                               | 74 - 81                                                              | Islanda                                                              | Qual. Euro 2025                                                      | 5                                                                    | [ 76 ]                                                               |
| 02/08/2025                                                           | Trento                                                               | Italia                                                               | 87 - 61                                                              | Islanda                                                              | Torneo amichevole                                                    | 0                                                                    | [ 77 ]                                                               |
| 09/08/2025                                                           | Trieste                                                              | Italia                                                               | 91 - 75                                                              | Lettonia                                                             | Amichevole                                                           | 11                                                                   | [ 78 ]                                                               |
| 14/08/2025                                                           | Bologna                                                              | Italia                                                               | 84 - 72                                                              | Argentina                                                            | Amichevole                                                           | 12                                                                   | [ 79 ]                                                               |
| Totale                                                               |                                                                      | Presenze                                                             | 62                                                                   |                                                                      | Punti                                                                | 498                                                                  |                                                                      |

## Palmarès

### Club

#### Competizioni giovanili
- Campionato Italiano Under-19: 1

Casalpusterlengo: 2013-14

#### Competizioni nazionali
- Campionato italiano dilettanti: 1

Virtus Bologna: 2016-2017
- Coppa Italia LNP: 1

Virtus Bologna: 2017
- Supercoppa italiana: 1

Dinamo Sassari: 2019

#### Competizioni internazionali
- FIBA Europe Cup: 1

Dinamo Sassari: 2018-2019

### Nazionale
- Giochi del Mediterraneo (Pallacanestro 3x3):

 Tarragona 2018

### Individuale
- MVP Campionato Italiano Under-19: 1

2013-2014
- MVP Coppa Italia Lega Nazionale Pallacanestro: 1

2017
- Miglior italiano LBA Playoff: 1

2018-2019
- Miglior italiano Supercoppa italiana: 1

2019
- Premio Reverberi: 1

Miglior giocatore italiano 2018-2019